# جامعة نيوشاتيل

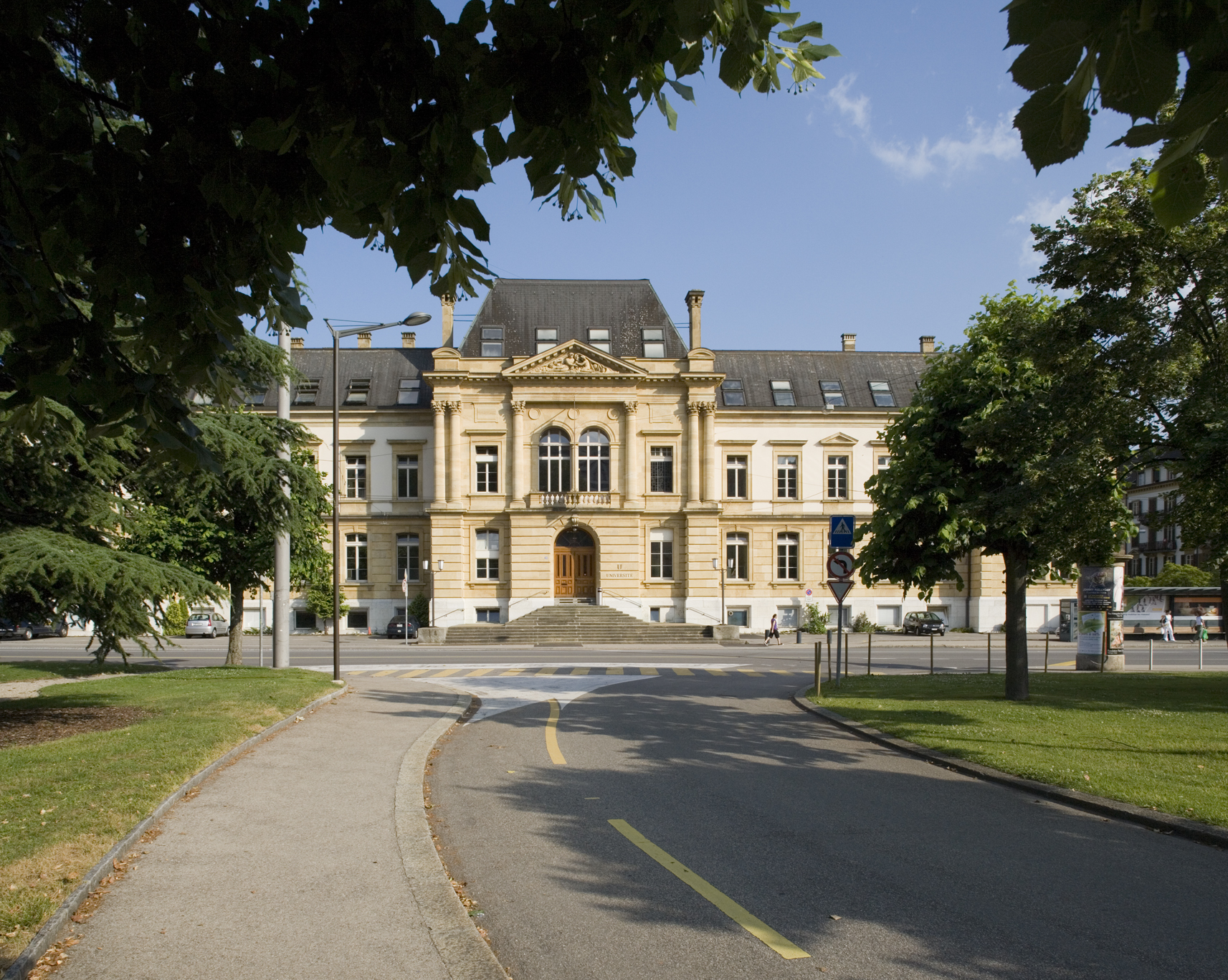
جامعة نيوشاتل

جامعة نيوشاتيل وبالفرنسي (Université de Neuchâtel) تقع في مدينة نوشاتيل السويسرية يبلغ عدد الطلاب 5000.

## مواقع خارجية
1. موقع جامعة نيوشاتيل
2. الدراسة في سويسرا
3. Swiss Universities handbook Web2.0 searchable database of Swiss Universities موقع يضم الجامعات السويسرية - بالإنجليزية